# Древнеханаанейское письмо
Древнеханаанейское письмо, также протоханаанское письмо — название письменности с консонантным алфавитом, предположительно предшествовавшей возникновению финикийского письма. Известна по небольшому числу надписей.
К протоханаанскому письму могут относить все разновидности западносемитского алфавитного письма, существовавшие до появления устойчивой, с определенным направлением и ориентацией знаков, формы финикийского письма (не включая протосинайскую письменность, рассматриваемую отдельно)

## Состав знаков
Длительное время ханаанейское письмо было известно только по фрагментарным надписям, однако в августе 1976 г. при раскопках в Избет-Сарта был обнаружен остракон с надписью из 5 строк, содержащей полный или близкий к полному абецедарий (репертуар знаков). Ряд исследователей считает, что текст выполнен на филистимском языке, за исключением последней строки, содержащей полный список знаков письма в алфавитном порядке.
Также к памятникам ханаанейского письма относится надпись на черепке из Дейр-Алла, знаки которой предположительно являются связующим звеном между протосинайским и финикийским письмом.

## Текущее состояние изучения
По состоянию на 1970-е гг. знаки древнеханаанейской письменности не имели убедительной дешифровки. Вероятно, древнеханаанейская письменность представляла собой один из опытов по созданию алфавитной письменности. По словам Мориса Дюнана, простая, но не поддающаяся дешифровке палестинская система письма показывает, что в течение первых двух третей II тыс. эта страна была центром экспериментов. Существует вероятность связи этой письменности с египетским, критским или протосинайским письмом с одной стороны и с финикийским алфавитом с другой.
В конце 20 — начале 21 века были обнаружены новые надписи, в том числе полный список знаков в алфавитном порядке, позволивший уточнить сопоставление знаков с более поздними финикийскими, в частности — остракон из Хирбет Кейафа (11-10 век до н. э.), надпись на кувшине из Иерусалима (10 век до н. э.).
В начале XXI в. произошёл прорыв в истолковании надписей и отождествлении знаков ханаанейского письма с более поздним финикийским. Длинная надпись на гребне из слоновой кости из Лахиша, найденная в 2022 году и датируемая около 1700 года до н. э., была убедительно истолкована.

## Теория «недостающего звена»
Существует теория, согласно которой древнеханаанейское письмо является «промежуточным звеном» между синайским письмом и финикийским алфавитом, эта теория является своеобразным дополнением к теории Алана Гардинера о возникновении алфавита из синайского письма.
Относительно некоторого количества надписей существует дискуссия, относятся ли они к финикийскому и к древнеханаанейскому письму, в частности — надпись на саркофаге царя Ахирама.
Теория «недостающего звена» получила поддержку со стороны ряда учёных, среди которых Уильям Олбрайт и Мосес Гастер. Согласно этой теории, знаки древнеханаанейского письма отождествляются либо с синайскими, либо с северносемитскими знаками. А. Г. Лундин, бывший сторонником данной гипотезы, отмечал также сходство знаков данных письменностей с реконстуируемыми протоформами для южноаравийских письменностей.
Критики отмечали[когда?], что убедительных доказательств связей между указанными письменностями пока не представлено. Проблемным является чтение знаков протосинайского письма, которые читаются разными исследователями по-разному (и который является ключевым элементом в данной гипотезе). Также многие общепринятые прочтения можно объяснить, только прибегая к теории «недостающего звена». Три этих фактора ставят под сомнение правомерность данной теории.
Существуют также теория, что протосинайские буквы развивались из древнейших протоханаанских (XVIII—XVII вв. до н.э.), которые напрямую произошли из египетских иероглифических знаков, а уже знаки более поздних ханаанских надписей XIII в. до н.э. произошли от протосинайских.

## Изображения

### Известные к началу 1950-х гг.
1. Найденный в 1929 году черепок из Гезера, найденная в 1937 году каменная пластина из Шхема и надпись на кинжале из Лахиша, найденном в 1934 году, однако, надпись была обнаружена и опубликована лишь в 1937 году. Надписи данной группы датируются XVI веком до н. э.
2. Черепок из Тель эль-Хеси, обнаруженный в 1891 году, и найденный в 1932 году горшок из Тель эль-‘Аджула. Также к этой либо к третьей группе можно отнести остракон из Бейт-Шемеша, найденный в 1930 году. Надписи из этой группы датируются XIV веком до н. э.
3. Несколько надписей из Лахиша: надпись на кувшине, найденном в 1934 году, надпись на чаше, открытая годом позже, надпись на крышке курильницы, найденной в 1936 году, и «Чаша из Лахиша № 2», найденная в 1934 году. Эти надписи датируются второй половиной XIII века до н. э. К этой группе также относится золотое кольцо из Мегиддо, которое нашедший его археолог П. Л. О. Гай датирует 1300—1200 гг. до н. э. К третьей группе также могут относиться знаки на камнях фундамента Иерусалимского храма.

Памятники древнеханаанейского письма
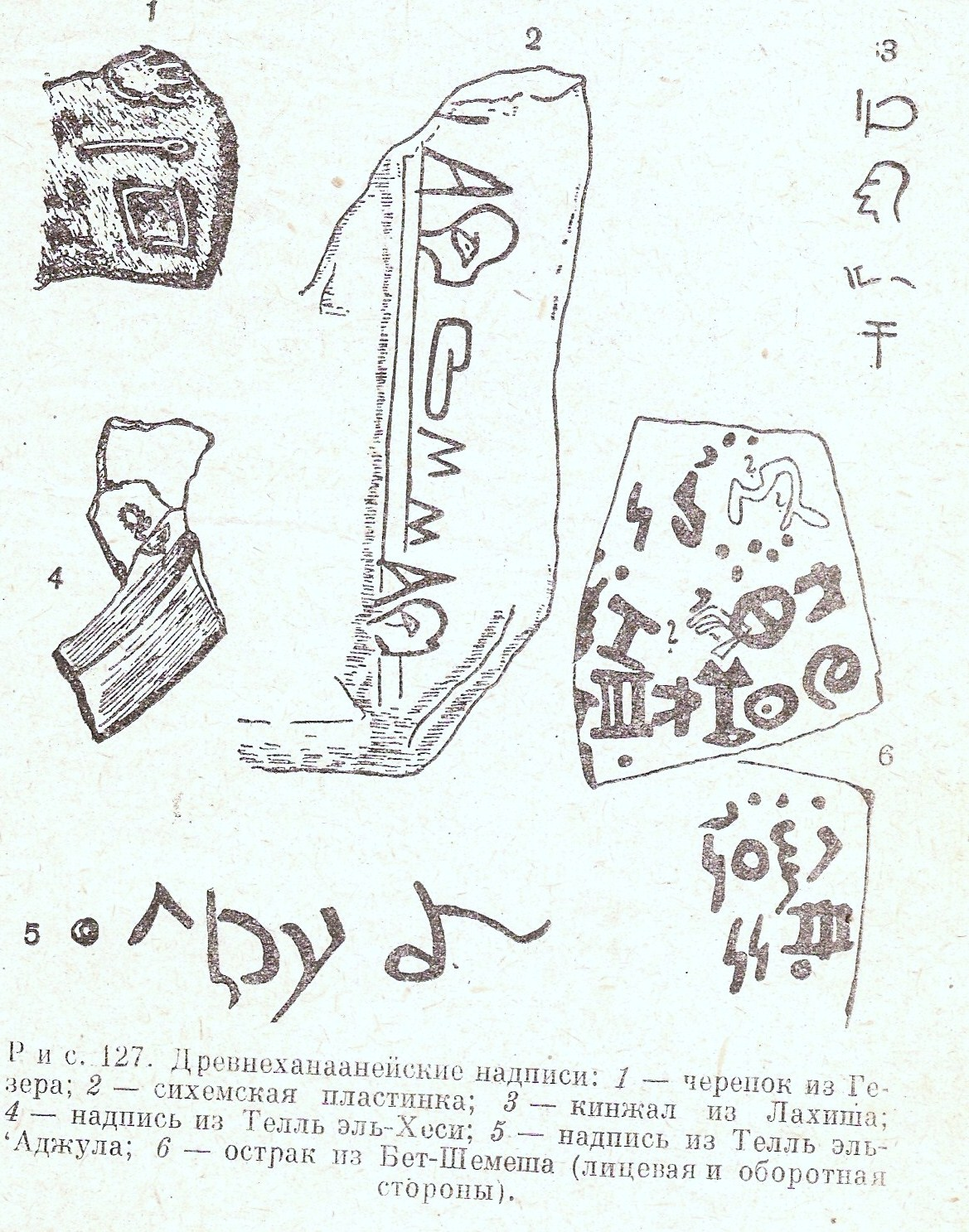
Первые 2 группы памятников
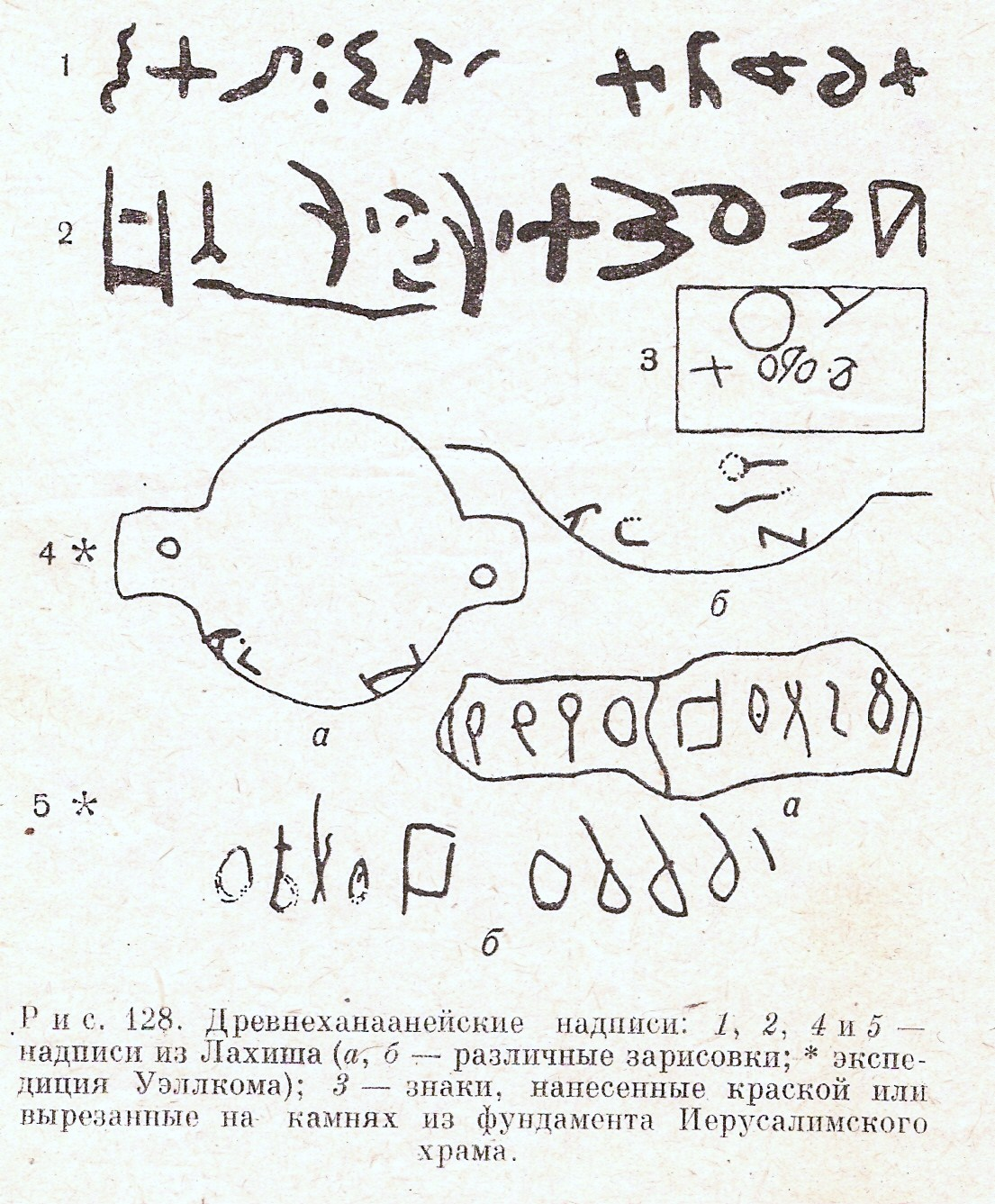
Третья группа памятников (из книги Д. Дирингера "Алфавит")

### Позднейшие открытия

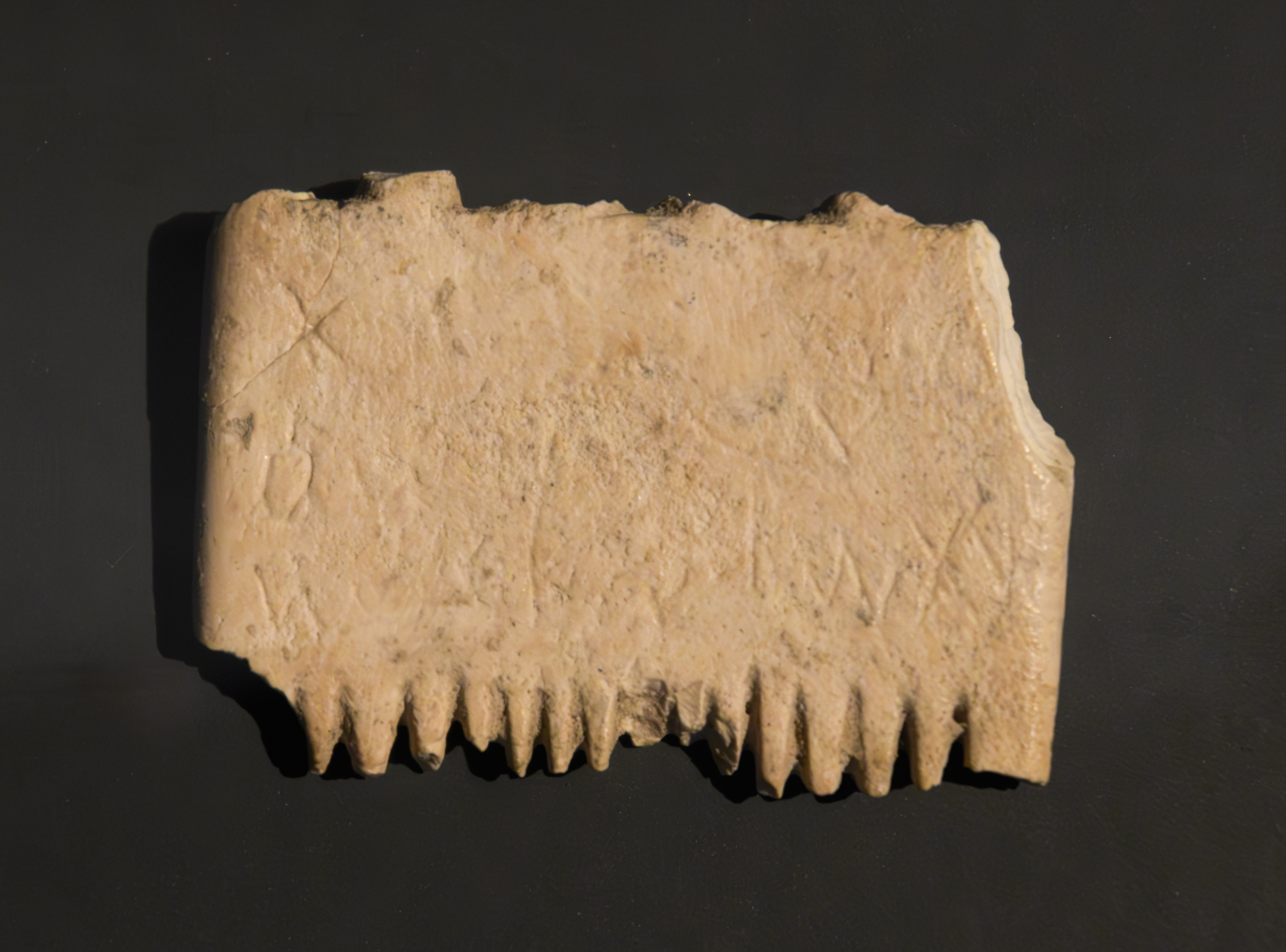
Гребень из Лахиша

В 1964 г. нидерландский археолог Х. Й. Франкен обнаружил при раскопках Дейр-Алла несколько табличек. Поскольку знаки внешне отличались от финикийских и относились к более раннему периоду, а вместе с ними была обнаружена филистимская керамика, он ошибочно определил письменность как разновидность минойской. Позднее было предпринято несколько взаимоисключающих попыток истолковать надписи на семитских языках.
В 1977 г. в Избет-Сарта был обнаружен черепок, содержащий не только несколько строк текста протоханаанским письмом, но и полный алфавитный репертуар знаков, идущих в том же порядке, что и финикийский алфавит.
Надпись на гребешке из слоновой кости из Лахиша (en:Canaanite ivory comb), состоящая из 17 ханаанских букв, образующих 7 слов была расшифрована доктором Вайнстубом из университета Бен-Гуриона в 2022 году. Надпись датируется 1700 годом до нашей эры, что делает её древнейшей буквенной надписью. Надпись на гребешке гласит: «Пусть этот бивень вырвет вшей из волос и бороды».
Известны другие остраконы с надписями древнеханаанейским письмом от XVII век до н. э. до XI век до н. э.